# Pieter Goos
Pieter Goos (Dieppe, 1616 – 1675) è stato un incisore, cartografo e editore olandese.

## Biografia
Era figlio di Abraham Goos (1590-1643), anch'egli cartografo e venditore di mappe. Dal 1666 Pieter Goos pubblicò numerosi atlanti di ottima fattura. Fu il primo a mappare l'Isola di Natale, che chiamò "Mony" nella sua mappa delle Indie Orientali, pubblicata nel suo "Zee-Atlas" del 1666. Il suo "Atlas ofte Water-Weereld" (Atlante o Mondo Acquatico) è stato citato come uno dei migliori atlanti marittimi del suo tempo. Un'altra sua eccellente opera fu la mappa delle Indie Orientali pubblicata nel 1680.